# Robert von Reinhardt
 Robert Reinhardt, ab 1902 von Reinhardt, (* 11. Januar 1843 in Neuffen; † 5. Mai 1914 in Stuttgart) war ein deutscher Architekt und Hochschullehrer.

## Leben und Wirken
Robert von Reinhardt studierte von 1858 bis 1863 an der Technischen Hochschule Stuttgart bei Christian Friedrich von Leins. Studienreisen führten ihn nach Frankreich, Italien und Griechenland. Er wurde bereits 1872 Professor an der Abteilung für Architektur an der Stuttgarter Hochschule, wo er sowohl antike und mittelalterliche Baukunst als auch Baugeschichte unterrichtete. Ebenso lehrte Reinhardt an der Kunstgewerbeschule Stuttgart Kunstgeschichte. Weiterhin war er Mitglied der Kommission für die Erhaltung der vaterländischen Kunst und Altertumsdenkmale und seit 1875 Mitglied im Ausschuss des Vereins für Christliche Kunst. Schwerpunkte seiner wissenschaftlichen Forschung waren die Gesetzmäßigkeit griechisch-römischer Tempelbauten und die italienische Renaissance.
Als ausführender Architekt schuf er öffentliche Gebäude und eine große Zahl privater Bauten in verschiedenen Stilen des Historismus. Seine Werke waren die Nikolauskirche in Wimsheim (1883), die Alte Reithalle 1887–1888, die Brenzkirche in Weil der Stadt (1889) und die Jobst-Gedächtniskirche in Stuttgart (1894), das Stuttgarter Marienhospital (1890) und einige Wohnhäuser in der Stuttgarter Marien-, Reinsburg- und Alexanderstraße. In Heilbronn erschuf er die Villa Faißt (1875), die Villa Adelmann (1870), die Harmonie (1877), die Villa Seelig (1873) und das Wohnhaus Hagenbucher an der Moltkestraße 10 (1877).

## Ehrung
1902 wurde Robert von Reinhardt mit dem Ehrenkreuz des Ordens der württembergischen Krone ausgezeichnet, welches mit dem persönlichen Adelstitel (Nobilitierung) verbunden war.

## Galerie

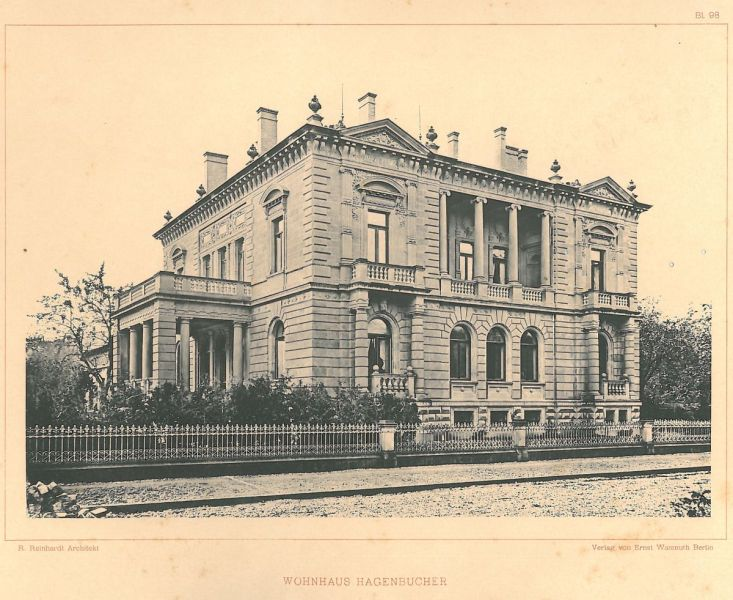
Wohnhaus Hagenbucher
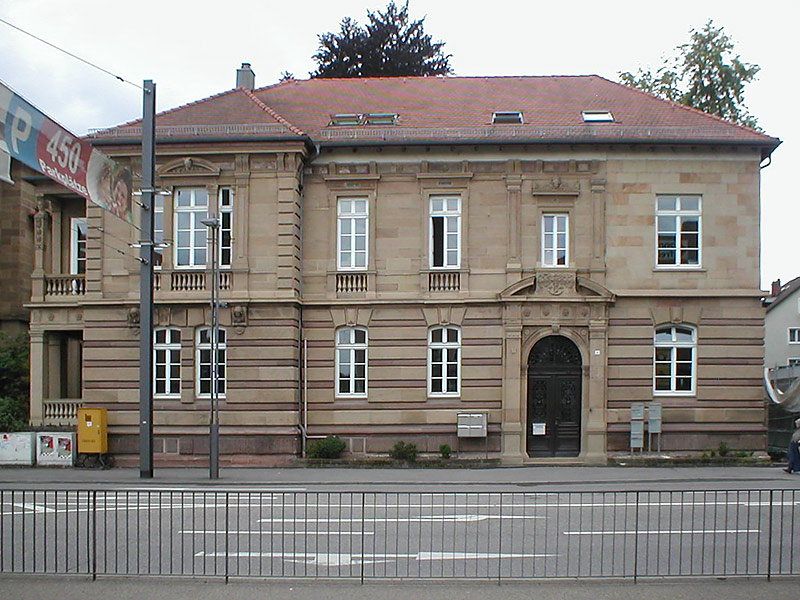
Villa Adelmann
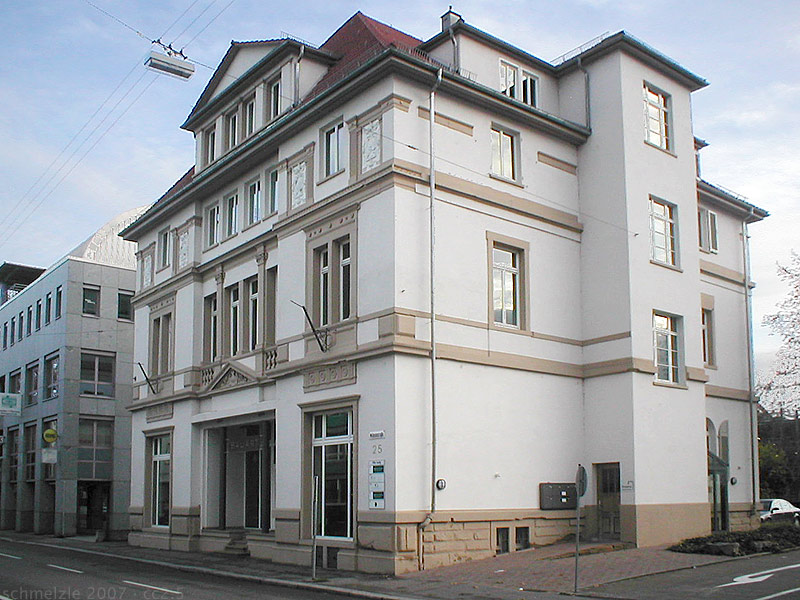
Villa Seelig
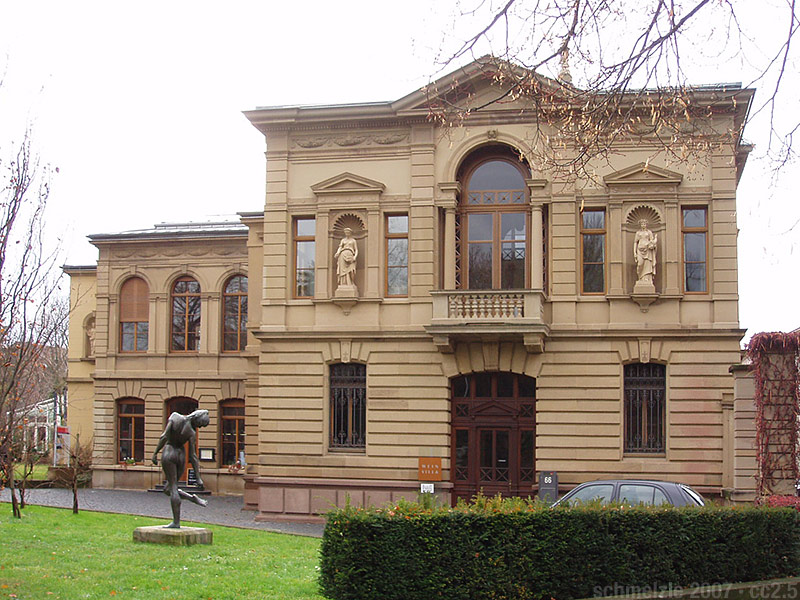
Villa Faißt
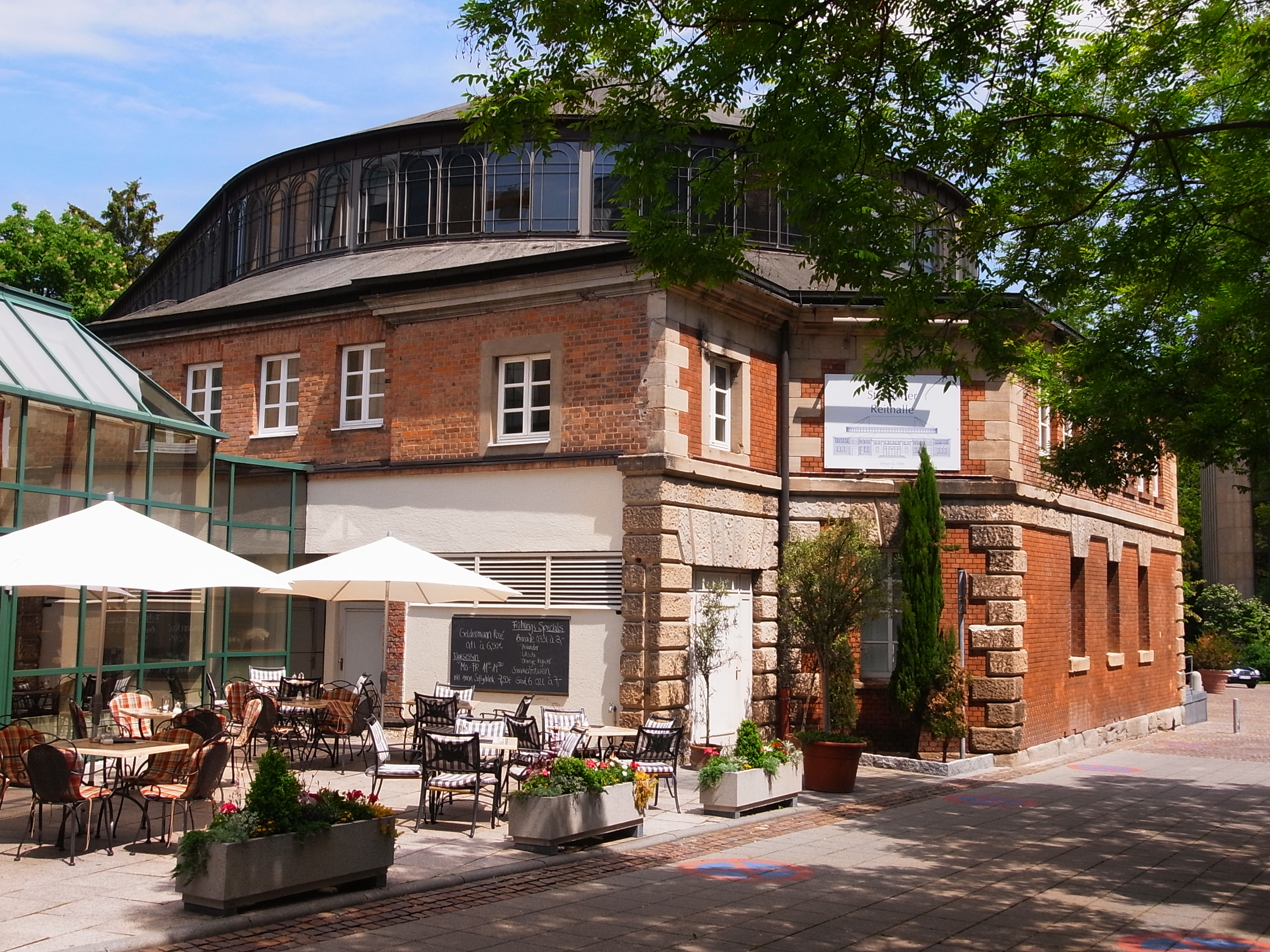
Alte Reithalle mit Haupteingang
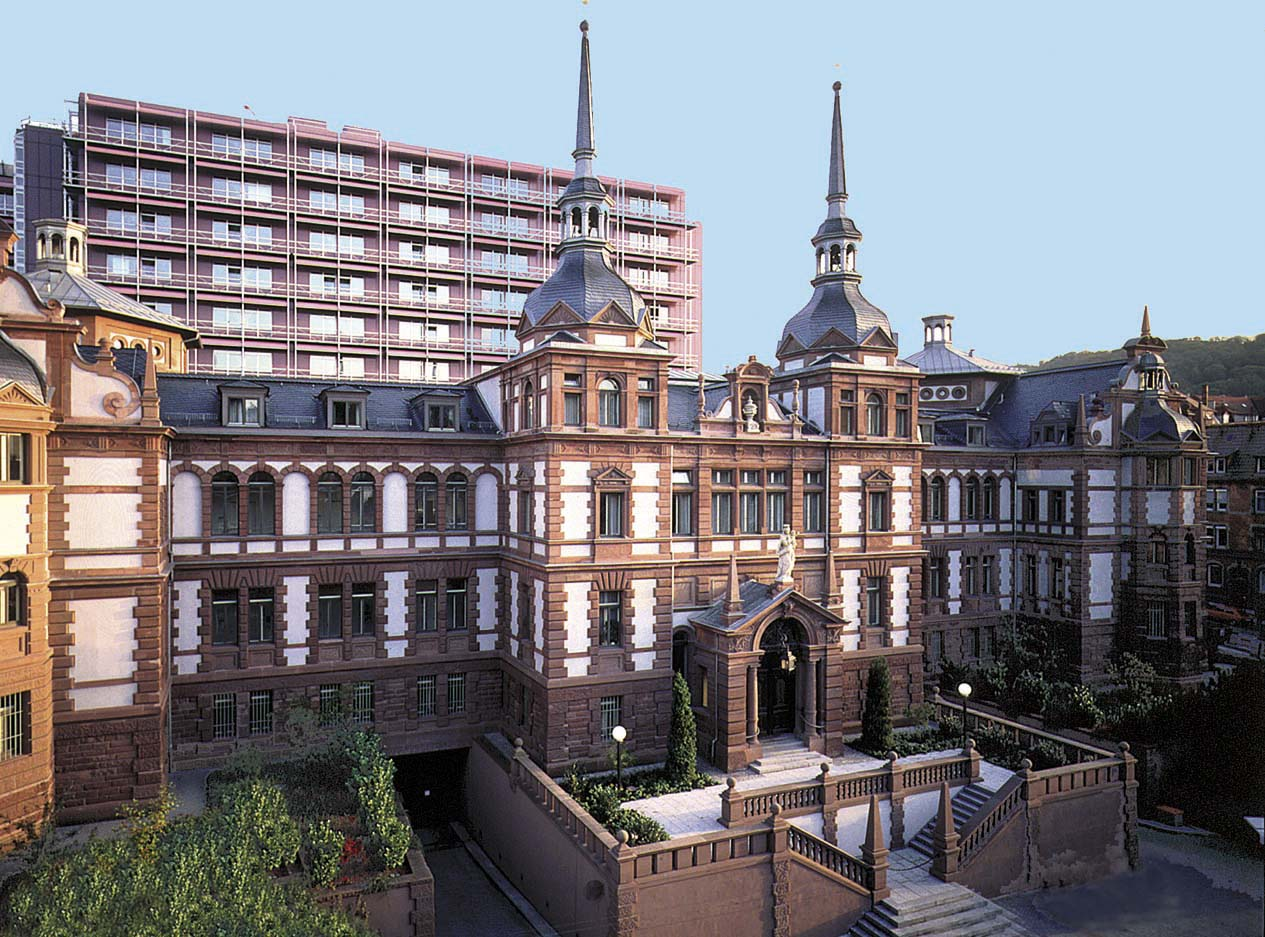
Marienhospital Stuttgart
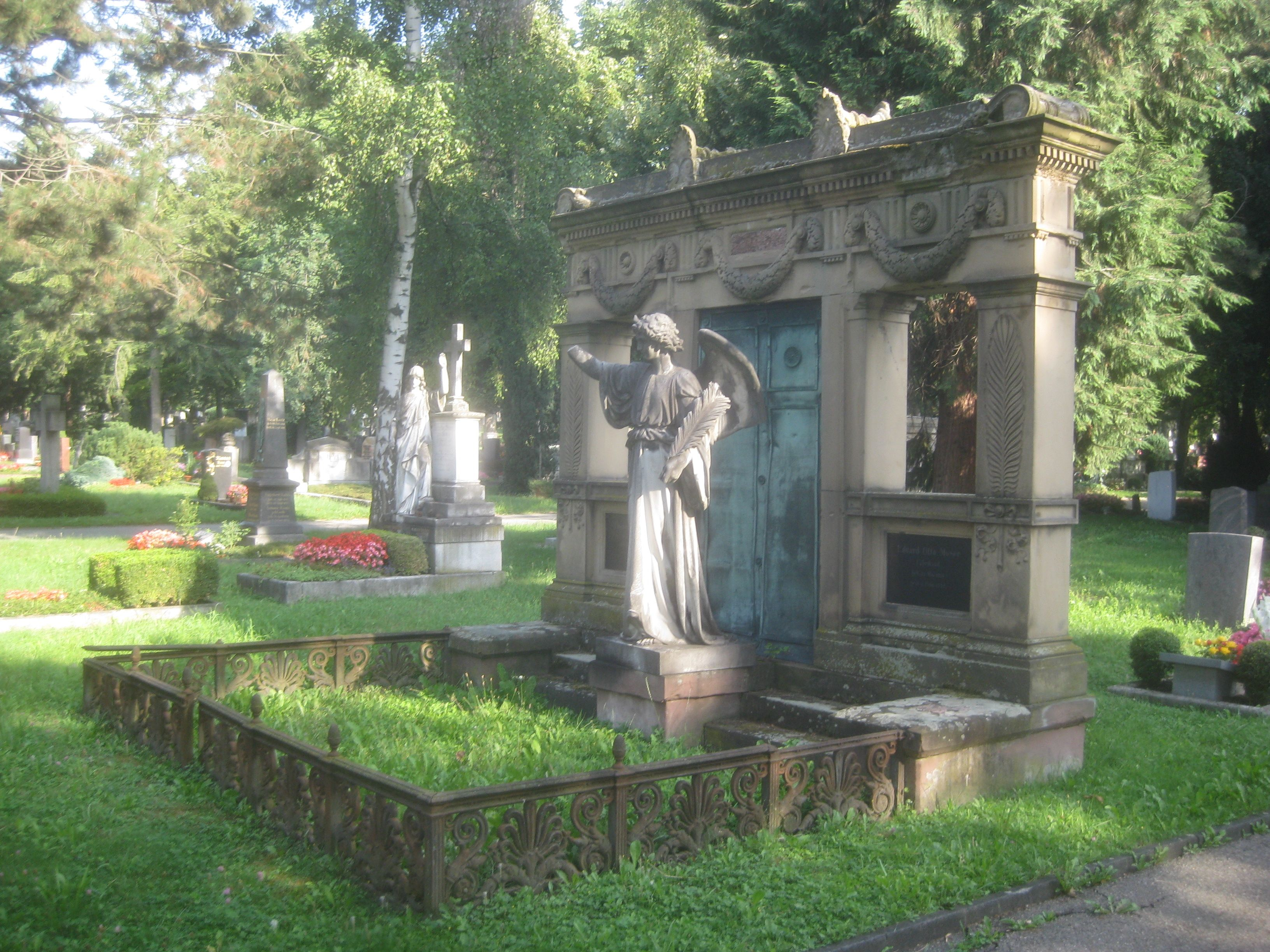
Grabmal von Eduard Otto Moser auf dem Pragfriedhof in Stuttgart
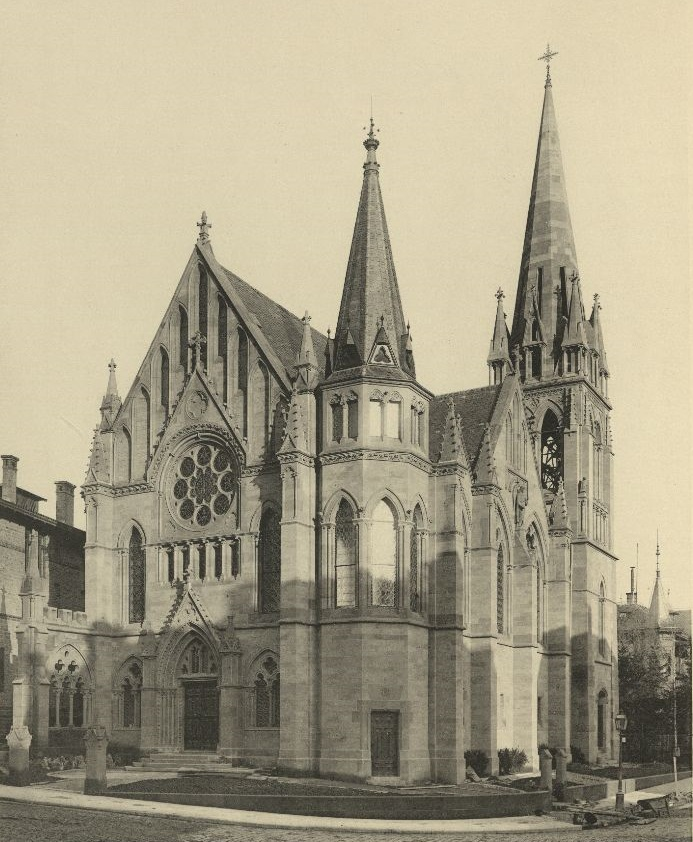
Jobst-Gedächtniskirche